# 1370-1379
De jaren 1370-1379 (van de christelijke jaartelling) zijn een decennium in de 14e eeuw.

## Belangrijke gebeurtenissen

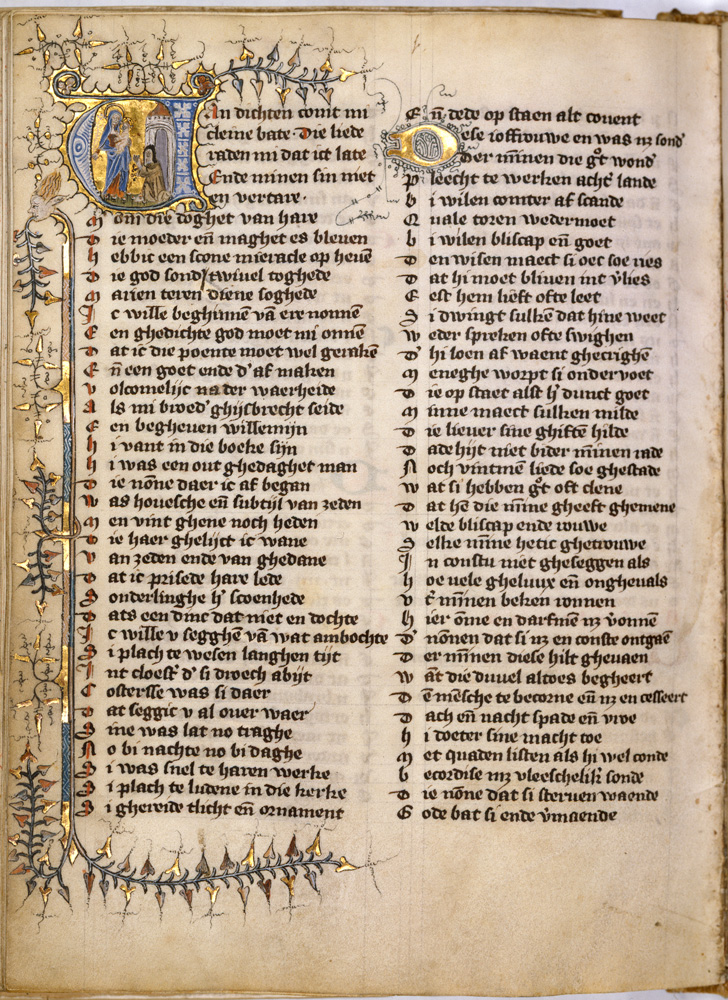
Pagina uit de enige nog bestaande kopie van de Beatrijs, ca. 1374, nu in de Koninklijke Bibliotheek in Den Haag

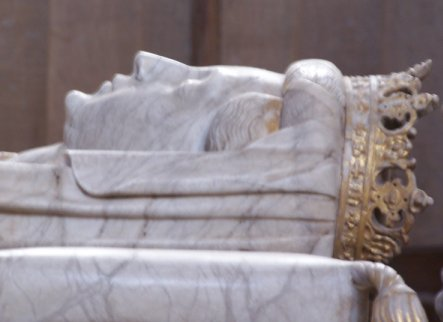
Margaretha I wordt in 1375 koningin van Denemarken en regent van Noorwegen

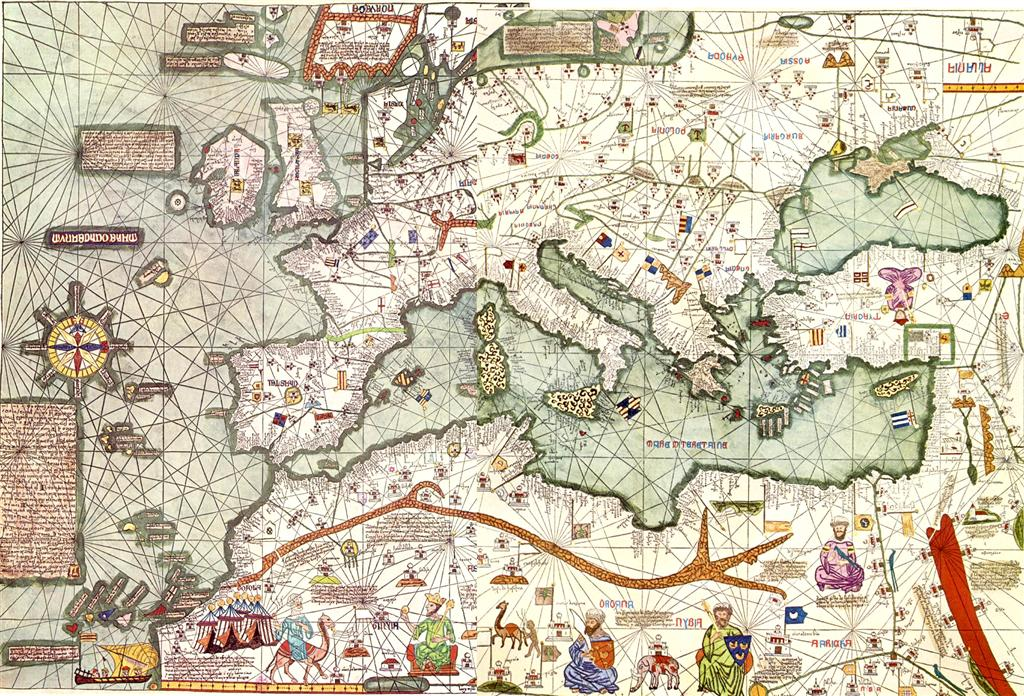
Kaart van Europa uit de Catalaanse Wereldatlas, ca. 1375

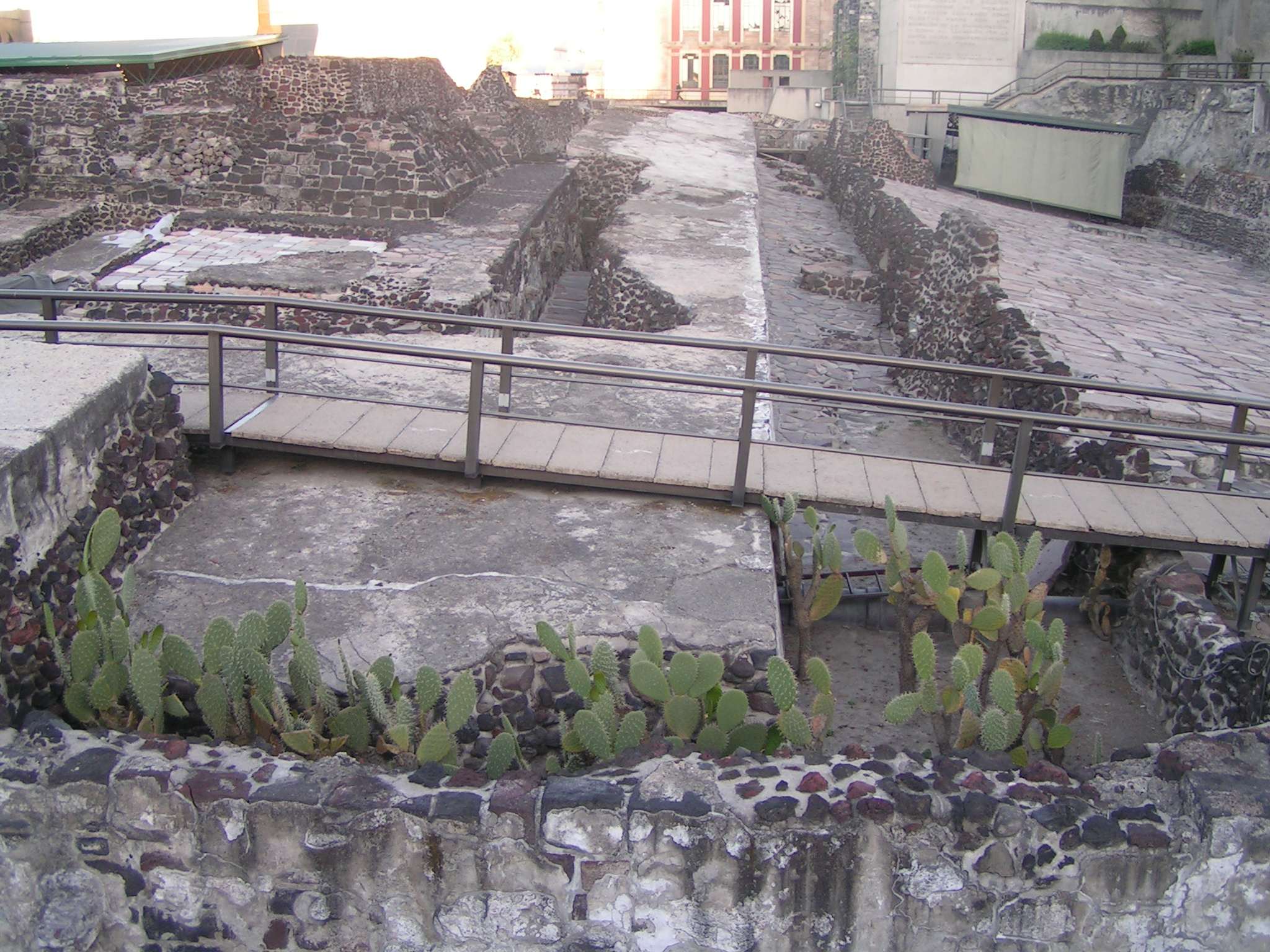
Ruïnes van Tenochtitlán, de hoofdstad van het Aztekenrijk, gesticht in 1375

### Honderdjarige Oorlog
- 1370 : Beleg van Limoges. Nadat de stad zijn poorten had geopend voor Jan van Berry, werd het door de Engelsen met grond gelijk gemaakt.
- 1371 : Jan van Gent huwt met Constance van Castilië, dochter van de onlangs gestorven koning Peter I van Castilië. Jan eist de Kroon van Castilië op en drijft zo Hendrik II van Castilië in de armen van de Fransen.
- 1372 : Slag bij La Rochelle. Een coalitie van Fransen en Castilianen verslaat de Engelse vloot.
- 1373 : Bertrand du Guesclin verjaagt Jan de Montfort uit het Hertogdom Bretagne.
- 1375 : Verdrag van Brugge. Een poging om de Honderdjarige Oorlog te beëindigen.
- 1376 : De Zwarte Prins sterft.
- 1377 : Koning Eduard III van Engeland sterft, zijn tienjarige kleinzoon Richard II van Engeland volgt hem op.
- 1378 : Karel II van Navarra probeert koning Karel V van Frankrijk te vergiftigen.

### Oost-Europa
- 1370 : Koning Casimir III van Polen sterft zonder een zoon na te laten. De zoon van zijn zus Lodewijk I van Hongarije wordt de nieuwe koning.
- 1371 : Slag bij Maritsa betekent het einde van het Keizerrijk Servië, die een deel wordt van het Ottomaanse Rijk. De Ottomanen zetten hun verovering van de Balkan voort en dwingen de Byzantijnen en Bulgaren om de Ottomaanse overheersing te erkennen.
- 1373 : Byzantijnse Rijk. Andronikos IV Palaiologos komt in opstand tegen zijn vader Johannes V Palaiologos.
- 1377 : Grootvorst Algirdas sterft, zijn zoon Wladislaus II Jagiello wordt heerser van het Grootvorstendom Litouwen.
- 1378 : Slag bij de Vozha Rivier : Dmitri Donskoj van het Grootvorstendom Moskou verslaat Mamai van de Gouden Horde.

### Centraal-Azië
- 1370 : Timoer Lenk verovert grote delen van Transoxanië en andere delen van Centraal-Azië. Hij maakt Samarkand in 1370 de hoofdstad van zijn grote rijk. Timoer laat bouwmeesters uit zijn hele rijk naar Samarkand komen om zijn hoofdstad te verfraaien.

### Pausdom
- 1376 : Einde van het Babylonische ballingschap der pausen. Op aandringen van Catharina van Siena verhuist paus Gregorius XI van Avignon naar Rome.
- 1378 : Paus Gregorius XI sterft, het Westers Schisma begint. Paus Urbanus VI wordt verkozen in Rome, terwijl tegenpaus Clemens VII door de Franse kardinalen tot paus in Avignon verkozen wordt.

### Europa
- 1378 : Keizer Karel IV sterft, hij wordt opgevolgd door zijn zoon Wenceslaus (rooms-koning).
- 1378 : In Florence nemen de ciompi (wolkammers) korte tijd de macht over de stad over.
- 1378 : De Oorlog van Chioggia breekt uit tussen Venetië en Genua.

### Lage Landen
- Hertog Eduard van Gelre sneuvelt in de Slag bij Baesweiler. Als zijn broer Reinoud III van Gelre later hetzelfde jaar 1371 sterft, breekt de Eerste Gelderse Successieoorlog uit. Willem III van Gulik wint in 1379 deze Successieoorlog, waarmee een einde komt aan het Huis Wassenberg.
- 1375 : Stormvloeden. De Hollands-Vlaamse kust getroffen, daarbij wordt de Westerschelde vergroot, ontstaat de Braakman en loopt de Hollandse Waard grote schade op.
- De Utrechtse bisschop Arnold van Horne mengt zich in de Gelderse successieoorlog en voert oorlog met Holland over Vreeswijk. Om daarna de lege schatkist aan te vullen zijn nieuwe belastingen nodig, en de bisschop moet de medezeggenschap van de Utrechtse burgers op het landsbestuur schriftelijk vastleggen, voordat de standen van het Sticht instemmen. De Stichtse Landbrief van 1375 is een belangrijk document dat als de grondwet van het Nedersticht beschouwd kan worden.
- 1378 : De Hollandse gulden komt in omloop.
- 1379 : Gentse Opstand. Lodewijk II van Male, graaf van Vlaanderen, gaat de strijd aan met de wevers van Gent.

### Christendom
- Paus Gregorius XI schrijft een bul tegen de Engelse kerkhervormer John Wycliffe.
- In 1371 geeft de Franse koning Karel V aan Raoul de Presles de opdracht om De civitate Dei (‘De stad Gods’) van de kerkvader Augustinus in het Frans te vertalen. De koning vindt dat dit werk, dat fundamenteel is voor de verhouding tussen kerk en staat in de Middeleeuwen, ook toegankelijk moet zijn voor de leden van zijn hofhouding die het Latijn niet beheersen. Raoul de Presles voltooit zijn vertaling in 1375.
- In Brussel worden zes Joden beschuldigd van het stelen en ontwijden van hosties en tot de brandstapel veroordeeld. Het verhaal gaat dat zij geconsacreerde hosties met messen zouden hebben doorstoken, en uit die hosties zou het bloed van Christus zijn gevloeid. De hosties worden hierna eeuwenlang bewaard als het Sacrament van Mirakel. De gebeurtenis is afgebeeld op de glas-in-loodramen van de St. Michielskathedraal.

### Wereldwijd
- Acamapichtli, stichter van het Aztekenrijk, wordt hueyi tlahtoani (koning) van de Azteken. Stichting van de stad Tenochtitlán.
- De mammelukken veroveren Cilicisch Armenië.

## Kunst en cultuur
- Lodewijk I van Anjou, hertog van Anjou en tweede zoon van de Franse koning Jan II, laat tussen 1373 en 1380 een reeks van zes wandtapijten maken, de Apocalyps van Angers, in totaal zo'n 140 meter lang. Het verbeeldt de dag des oordeels uit het Bijbelboek Openbaring van Johannes.
- De enige nog bestaande kopie van de Beatrijs wordt in 1374 geschreven. Het handschrift bevindt zich nu in de Koninklijke Bibliotheek in Den Haag.

### Bouwkunst
- Het Franse koninklijke paleis Château de Compiègne wordt gebouwd.
- Bouw van de Trezzobrug in Trezzo sull'Adda. Met een lengte van 72 meter was deze de langste boogbrug ter wereld.
- Met de bouw van de laatste, bovenste verdieping komt de Toren van Pisa gereed.

## Geboren
- ca. 1370 - Jan Hus, Tsjechische kerkhervormer
- ca. 1370 - Laurens Janszoon Coster, een van de uitvinders van de boekdrukkunst
- ca. 1371 - Zheng He, Chinese admiraal en ontdekkingsreiziger
- 1371 - Jan zonder Vrees, hertog van Bourgondië, graaf van Vlaanderen
- 1375 - Nicolas Grenon, Franse componist
- ca. 1376 - Oswald von Wolkenstein, Oostenrijkse componist, dichter en diplomaat
- 1378 - Lorenzo Ghiberti, Italiaans beeldhouwer
- 1378 - Hongxi, keizer van China

## Gestorven
- 1370 - Paus Urbanus V
- 1371 - Reinoud III van Gelre - hertog van Gelre en graaf van Zutphen
- 1373 - Ibn Kathir, Syrische moslimgeleerde
- 1375 - Liu Ji, Chinese staatsman, strateeg en dichter
- 1375 - Giovanni Boccaccio, Italiaanse schrijver en dichter
- 1377- Koning Eduard III van Engeland
- 1377 - Guillaume de Machault, Franse componist en dichter
- 1378 - Paus Gregorius XI

<< · 1370 · 1371 · 1372 · 1373 · 1374 · 1375 · 1376 · 1377 · 1378 · 1379 · >>
<< · 1300-1309 · 1310-1319 · 1320-1329 · 1330-1339 · 1340-1349 · 1350-1359 · 1360-1369 · 1370-1379 · 1380-1389 · 1390-1399 · >>